# Aïn Témouchent (província)

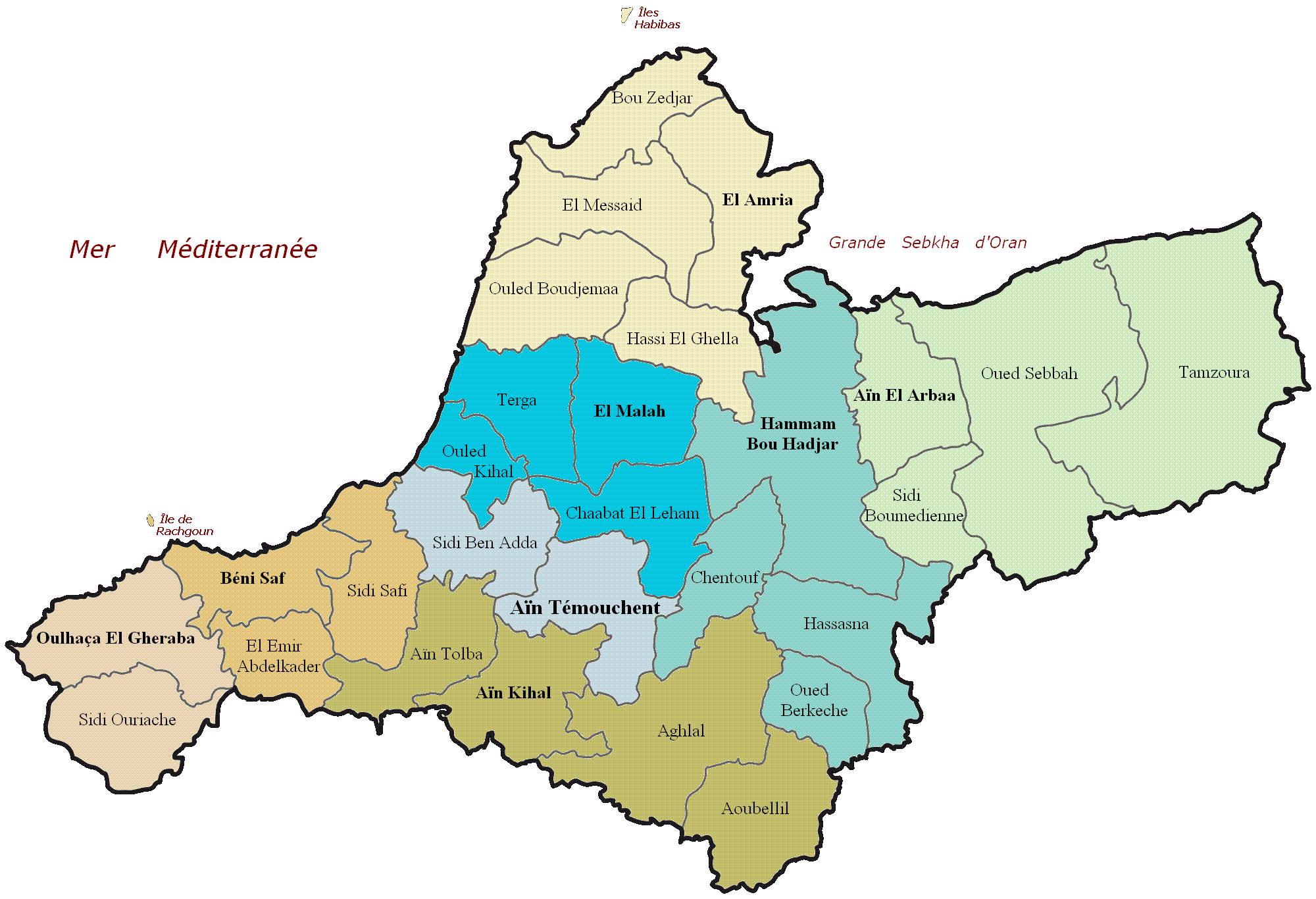
Mapa administrativo da província de Aïn Témouchent

Localiza-se a oeste da Argélia. Seu nome deriva do árabe ayn (fonte), e do berbere ouchent ou touchent (o chacal).
Possui uma situação geográfica privilegiada em razão de sua proximidade de três grandes cidades: 72 km a leste de Oran, 65 km ao norte de Sidi Bel Abbès e 63 km a leste de Tremecém. Situa-se a cerca de 500 km da capital Argel.
Possui 28 comunas e 371.239 habitantes (Censo 2008).
Os três pilares econômicos de Ain Temouchent são a agricultura, a pesca e o turismo. Cereais, legumes secos e vitinicultura são os principais produtos agrícolas. A pesca tem uma capacidade total de 20 mil toneladas e emprega mais de 10 mil pessoas. As principais atrações desse vilaiete são as águas termais, muito abundantes, também sítios arqueológicos de civilizações antigas, além de estações balneárias (são 80 km de costa).